# Moebius, die Lust, das Messer
Moebius (Koreanisch: 뫼비우스) ist ein Spielfilm des südkoreanischen Filmemachers Kim Ki-duk aus dem Jahr 2013. Der Film feierte am 3. September 2013 auf den 70. Internationalen Filmfestspielen von Venedig seine Weltpremiere. In Deutschland wurde der Film erstmals am 3. Oktober 2013 im Rahmen des  Filmfest Hamburg aufgeführt. Ohne reguläre Kinoauswertung wurde der Film in Deutschland ab dem 11. Februar 2014 auf DVD und Blu-ray veröffentlicht.
Der Film verzichtet vollständig auf Dialoge und konzentriert sich rein auf die Filmsprache und Filmsemiotik. Moebius ist der dritte Film von Kim Ki-duk, nach Amen und Pieta, der sich mit christlicher Symbolik auseinandersetzt.

## Handlung
Im Zentrum der Handlung steht eine betrogene Ehefrau, die aus Rache einen Ziegelstein in das Geschäft der Geliebten ihres Mannes wirft und anschließend versucht, ihrem schlafenden Ehemann mit einem Messer den Penis zu amputieren. Da dieser sich jedoch erfolgreich wehren kann, schneidet sie stattdessen den Penis des Sohnes ab. Während der Vater seinen Sohn in ein Krankenhaus bringt, verlässt die Mutter das Haus und irrt ziellos durch die Stadt. Nach der Rückkehr aus dem Krankenhaus versucht der Vater, auch seinen Penis mit einem Revolverschuss zu entfernen, bricht diesen Versuch jedoch entkräftet ab. Stattdessen lässt er sich chirurgisch entmannen. Daraufhin bricht er auch die Beziehung zu seiner Geliebten ab. Der Sohn wird auf dem Heimweg von der Schule durch Mitschüler verspottet und gedemütigt. Sein Vater eilt ihm zu Hilfe, wird aber später von den Schülern zusammengetreten.
Der Sohn sucht das Geschäft der Geliebten auf. Diese entblößt ihre Brüste vor ihm und lässt sich zaghaft von ihm streicheln. Als sie versucht in seinen Schritt zu fassen, rennt er davon. Im Internet recherchiert der Vater nach der Transplantation von Penissen, aber muss resignierend feststellen, dass bisher keine Erfolge auf diesem Gebiet gemacht wurden. Als der Sohn abermals das Geschäft der Geliebten aufsucht, trifft er auch auf seine Mitschüler, die ihn zuvor gedemütigt hatten. Diese versuchen ihm erneut die Hose herunterzuziehen, werden aber von einer Straßengang verprügelt und in die Flucht geschlagen. Der Vater sucht weiter nach Möglichkeiten um einen Orgasmus ohne Penis zu erlangen. Währenddessen vergewaltigt die Straßengang  die Geliebte und auch der Sohn, der hilflos mit ansehen muss, wie sich die Männer über die Frau hermachen, wird dazu aufgefordert, sich an ihr zu vergehen. Er täuscht den Vergewaltigungsvorgang allerdings nur vor.
Nachdem die Polizei den Sohn verhaftet, versucht der Vater, den Beamten klarzumachen, dass sein Sohn nicht in der Lage ist, jemanden zu vergewaltigen. Er versucht, ihm die Hose zu öffnen, aber aus Scham schlägt der Sohn seinen Vater nieder und kann erst durch Gewalt seitens der Polizisten dazu gebracht werden, sich zu offenbaren. Im Haus versucht der Vater, sich mit einem Revolver das Leben zu nehmen, bricht aber unter Tränen zusammen. Der Sohn landet im Gefängnis und der Vater sucht abermals nach einer Möglichkeit zur Befriedigung des sexuellen Verlangens. Er wird dabei auf einer Webseite fündig, die Vergleiche zwischen Schmerz- und Lustempfinden zieht (The Whole Body is Genital). In der Nacht versuchen Mithäftlinge, den Sohn zu vergewaltigen. Ein Gefängniswärter kann jedoch schlimmeres verhindern und quartiert den Sohn in eine Einzelzelle ein. Durch die neuen Erkenntnisse angeregt, versucht der Vater sich mit einem Stein, den er über den Fußrücken reibt, Lustschmerz zu verschaffen.
Bei einem Besuch im Gefängnis übergibt der Vater seinem Sohn einen Zettel. Darauf befindet sich ein Ausdruck der Webseite über das Empfinden von Lust durch Schmerz. Der Sohn belächelt diese Art der Lustgewinnung und wirft den Zettel weg. Ihm wird jedoch bewusst, dass dies die einzige Möglichkeit für ihn sein könnte, Lust zu empfinden. In der Nacht bricht er ein Stück Stein aus der Zellenwand und reibt ihn über seinen Arm bis sich ein befreiendes Gefühl einstellt. Am Tag seiner Haftentlassung wird der Sohn von seinem Vater abgeholt und er übergibt ihm einen Stein als Geschenk. In der Folge verschafft sich der Sohn immer häufiger einen schmerzinduzierten Orgasmus und sein Vater hilft ihm bei der Behandlung der entstandenen Wunden. Der Sohn sucht die ehemalige Geliebte des Vaters auf und bittet um Vergebung. Diese zückt jedoch ein Messer und rammt es dem Sohn in die Schulter. Er empfindet jedoch keinen Schmerz dabei und berührt stattdessen die Brüste der Geliebten. Infolgedessen reibt und drückt er das Messer immer tiefer in die Wunde und verspürt dadurch Lust. Die Geliebte hilft ihm dabei einen Orgasmus zu erlangen.
Als der Anführer der Straßengang aus der Haft entlassen wird, wird er von der Geliebten abgeholt und als Strafe für die Vergewaltigung unter Mithilfe des Sohnes entmannt. Die gleiche Form der Masturbation mittels Schmerz vollziehen Sohn und Geliebte beim Anführer der Gang. Vater und Sohn schöpfen zudem neue Hoffnung durch Nachrichten über eine erfolgreiche Penistransplantation. Daraufhin unterzieht sich der Sohn einer Operation, jedoch ohne Erfolg. Auch mittels Fellatio durch die Geliebte ist der Sohn nicht zu einer Erektion fähig. Die Mutter taucht plötzlich wieder im Haus auf und legt sich ins Ehebett, um zu schlafen. Der Vater schläft daraufhin bei seinem Sohn im Bett. Mitten in der Nacht kommt die Mutter ins Bett der beiden und streichelt ihren Jungen liebevoll, wodurch er eine Erektion bekommt. Der Vater sucht nach Vergebung bei seiner Frau und reibt sich vor ihren Augen eine Wunde auf dem Handrücken. Der Junge flieht ermutigt durch die Erektion zu der Geliebten um sich sexuell zu befriedigen, aber unter Tränen stellt die Geliebte fest, dass sie ihn nicht stimulieren kann. Als der Sohn zurückkehrt, versucht die Mutter ihren Sohn zu befriedigen, aber der Vater hindert die beiden daran. Der Sohn schließt sich in seinem Zimmer ein und lässt erst nach einer Weile seine Mutter zu sich. Der Vater kann den Inzest zwischen Mutter und Sohn nicht verhindern. Die Mutter befriedigt ihren Sohn mit der Hand und lässt ihn an ihre Brust. Unter Tränen verschafft sie ihm einen Orgasmus. Der Sohn weint sich in den Schlaf nach der Befriedigung durch die Mutter. Der Vater versucht daraufhin aus Trauer und Wut darüber, seinen Sohn mit einem Messer zu ermorden.
Der kastrierte Chef der Straßengang sucht erneut die Geliebte auf und bittet sie, ihn mit einem Messer zu stechen, damit er Lustschmerz empfindet. Der Sohn beobachtet das Treiben der beiden. Als die Mutter sich dem Sohn vollständig hingeben will, holt der Vater sie von ihrem Sohn weg und simuliert einen Geschlechtsakt mit ihr im Ehebett. Die Ehefrau verstößt ihren Mann. In der Nacht holt der Vater erneut seinen Revolver aus der Schreibtischschublade und erschießt erst seine Frau und dann sich selbst. Der Sohn erwacht derweil von einem erotischen Traum mit seiner Mutter auf und findet seine toten Eltern im Flur des Hauses. Als einzigen Ausweg richtet der Sohn die Waffe gegen seinen Penis und entmannt sich abermals.
Der Film endet mit dem Gebet des Sohnes vor einem Geschäft mit Buddhastatuten, das er wortlos lächelnd kommentiert.

## Veröffentlichung
In Südkorea wurde der Film bereits vor seiner Veröffentlichung vom zuständigen Korea Media Rating Board mit einer Restricted Einstufung versehen. Durch diese Einstufung hätte der Film nur in speziellen Kinos laufen dürfen, was eine kommerzielle Auswertung nahezu unmöglich gemacht hätte. Kim war daraufhin gezwungen den Film umzuschneiden und die beanstandeten Szenen aus dem Film zu entfernen. Die endgültige Fassung erhielt eine 18+ Freigabe und ist im Vergleich zur internationalen Version um rund zweieinhalb Minuten gekürzt.
In Nordamerika feiert der Film seine Premiere im Rahmen des Toronto International Film Festival, konnte jedoch keinen Preis gewinnen.